# ميخائيل لوبيز
ميخائيل لوبيز (بالإسبانية: Michael López) (8 فبراير 1997 بكولومبيا - ) هو لاعب كرة قدم كولومبي في مركز الهجوم. لعب مع نادي إنفيغادو.

## وصلات خارجية
- ميخائيل لوبيز على موقع قاعدة بيانات كرة القدم.إي يو (الإنجليزية)
- ميخائيل لوبيز على موقع Soccerway.com (الإنجليزية)
- ميخائيل لوبيز على موقع AS.com (الإسبانية)